# 一峰园琴谱
《一峰园琴谱》，古琴谱。清代康熙四十八年禹祥年撰辑。

## 琴谱内容
卷前有禹氏自序，琴論、古调弦法、琴学通考等，再后为《高山》、《流水》、《平沙落雁》等计二十一曲琴曲。